# Rhyacophila martynovi
Rhyacophila martynovi är en nattsländeart som beskrevs av Martin E. Mosely 1930. Rhyacophila martynovi ingår i släktet Rhyacophila och familjen rovnattsländor. Utöver nominatformen finns också underarten R. m. tetensis.